# Дивовижні пригоди в лісовій школі
Дивовижні (незвичайні) пригоди в лісовій школі — повість-казка українського письменника Всеволода Зиновійовича Нестайка для молодших школярів . Вперше опублікована в 1981 році, згодом неодноразово перевидавалася .
1982 року Всеволод Нестайко був нагороджений премією ім. Лесі Українки.
Дія повісті відбувається у лісовій школі, а її героями є уособлені лісові звірі (їжак Колько Колючка, заєць Кося Вухань і ін.). За словами Т. Марченко, «автор створює узагальнену модель шкільного мікросуспільства, в якій діють різні психологічно достовірні типи учнів, їх батьків, вчителів. Образи зооперсонажів позбавлені фантастики, казковості. Швидше, вони є носіями певних соціальних ролей».

## Серія про школу
Повість «Дивовижні пригоди…» є першою в серії творів про лісову школу, що складається з десятка оповідань. У 2009 році перші вісім казок (у тому числі дві, які у 1981 році увійшли до складу «Незвичайні пригоди…»), були перевидані в чотирьох книгах під єдиною назвою «Дивовижні пригоди в лісовій школі» (укр. «Дивовижні пригоди в лісовій школі»). «Дивовижні пригоди…» стали однією з найпопулярніших дитячих книг року в Україні.
Повісті циклу вивчаються в школі та включалися до різних хрестоматій для позакласного читання, а також є предметом наукових досліджень.

## Рецензії
- Коновалов Д. Життєвість казки / Д. Коновалов // Літ. Україна. — 1982. — 11 лютого. — С. 6.
- Медуниця М. Страшно бути … трусом / М. Медуниця // Друг читача. — 1982. — 14 січ. — С. 5[2]